# Apatania wallengreni
Apatania wallengreni är en nattsländeart som beskrevs av Mclachlan 1871. Enligt Catalogue of Life ingår Apatania wallengreni i släktet Apatania och familjen Apataniidae, men enligt Dyntaxa är tillhörigheten istället släktet Apatania och familjen husmasknattsländor. Arten är reproducerande i Sverige. Inga underarter finns listade i Catalogue of Life.